# Floda, Lerums kommun
Floda är ett samhälle i Lerums kommun, som före 2015 klassades som en separat tätort men sedan 2015 räknas som en del av tätorten Lerum. Samhället ligger 54 meter över havet vid sjön Sävelångens (f.d. flodasjön utflöde i Säveån.
I sydväst längs Säveån ligger Säveåns dalgångs naturreservat och i nordöst vid sjön Sävelången ligger Nääs slott omgivet av Nääs ekhagars naturreservat

## Befolkningsutveckling
| Befolkningsutvecklingen i Floda 1960–2010 | Befolkningsutvecklingen i Floda 1960–2010 | Befolkningsutvecklingen i Floda 1960–2010 | Befolkningsutvecklingen i Floda 1960–2010 | Befolkningsutvecklingen i Floda 1960–2010 |
| ----------------------------------------- | ----------------------------------------- | ----------------------------------------- | ----------------------------------------- | ----------------------------------------- |
|                                           |                                           |                                           |                                           |                                           |
| År                                        |                                           |                                           | Folkmängd                                 | Areal (ha)                                |
| 1960                                      | 1960                                      |                                           | 1 514                                     |                                           |
| 1965                                      | 1965                                      |                                           | 2 474                                     |                                           |
| 1970                                      | 1970                                      |                                           | 4 529                                     |                                           |
| 1975                                      | 1975                                      |                                           | 6 384                                     |                                           |
| 1980                                      | 1980                                      |                                           | 7 325                                     |                                           |
| 1990                                      | 1990                                      |                                           | 8 081                                     | 579                                       |
| 1995                                      | 1995                                      |                                           | 8 017                                     | 589                                       |
| 2000                                      | 2000                                      |                                           | 7 850                                     | 589                                       |
| 2005                                      | 2005                                      |                                           | 7 981                                     | 589                                       |
| 2010                                      | 2010                                      |                                           | 8 021                                     | 585                                       |
| Anm.: Sammanvuxen med Lerum 2015.         |                                           |                                           |                                           |                                           |

## Samhället
Via Floda station finns tågförbindelse med Göteborg och Alingsås.
I sydöstra delen ligger Skallsjö och Skallsjö kyrka. Söder om Floda station och Säveån ligger "Equmeniakyrkan Floda".

### Bankväsende
Skandinaviska banken invigde ett kontor i Floda i september 1969. Vid denna tid hade även Sparbanken i Alingsås ett kontor i Floda.
SEB lade ner sitt kontor runt årsskiftet 2004/2005. I december 2010 lämnade även Sparbanken Alingsås orten.